# Darwinismo en Ecuador

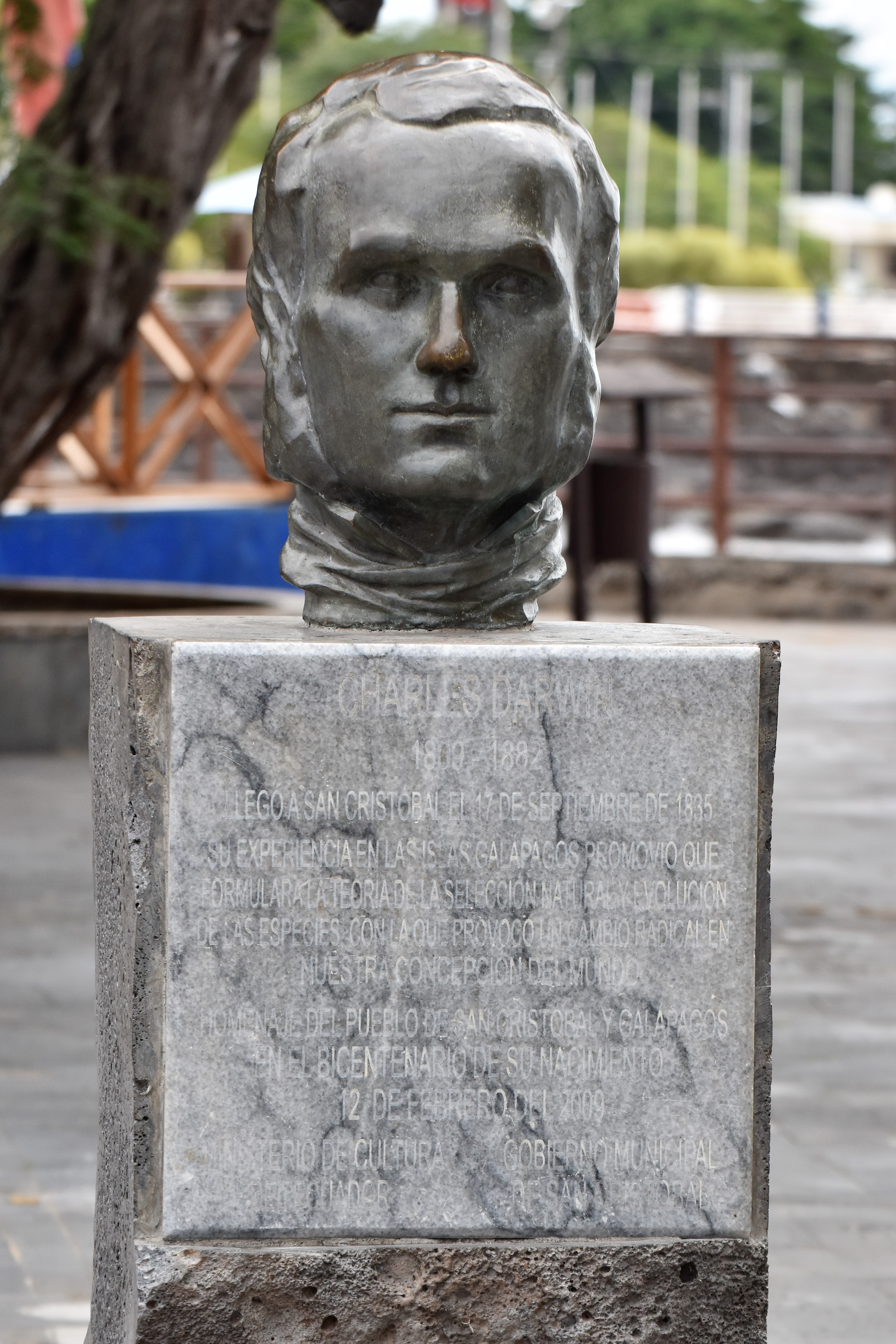
Busto de Charles Darwin en San Cristóbal

Darwinismo en Ecuador es la historia de la influencia que tuvieron las ideas relacionadas con la teoría de la evolución desarrollada por Charles Darwin durante su viaje alrededor del mundo y en especial durante su estancia en las Islas Galápagos, justo después de que fueron anexadas a Ecuador. Esto desencadenó una serie de expediciones científicas que tuvieron impacto en la historia de ese país, especialmente en la revolución liberal que trajo consigo la secularización del estado, así como en los proyectos de conservación posteriores.
Forma parte de la historia de la filosofía de Ecuador y tuvo efectos importantes en la manera de pensar de la población de este país, lo que se vio reflejado en escritos importantes como las reflexiones de Juan Montalvo, los ensayos de periodistas vinculados al partido liberal y al rechazo de la consagración al Sagrado Corazón de Jesús, en favor de un Estado Laico.

## La anexión de las Islas Galápagos

### Antecedentes
En octubre de 1831 José de Villamil envió una comisión exploradora al archipiélago de las Galápagos con el fin de averiguar sobre la existencia de orchilla, planta utilizada en tinturar los tejidos y que se exportaba a México. El 14 de noviembre se constituyó la "Sociedad Colonizadora del Archipiélago de las Galápagos" y denunció como terrenos baldíos a la isla Charles, después denominada Floreana. El 20 de enero de 1832 salió una expedición a las Galápagos al mando del coronel Ignacio Hernández y Ecuador las anexó el 12 de febrero de 1832 bajo el gobierno del General Juan José Flores, bautizándolas como archipiélago de Colón. Durante esta época, anterior a su fama mundial tras la publicación de las investigaciones de Darwin, el principal interés del archipiélago fue su uso como prisión.

### Theodor Wolf y la Compañía de Jesús
Las ideas de Darwin llegaron al Ecuador por medio de un miembro de la Compañía de Jesús. En 1870, el joven jesuita alemán Theodor Wolf viajó a Ecuador para participar activamente en el proyecto del presidente Gabriel García Moreno. Él encargó la educación en las escuelas en manos de los jesuitas españoles, quienes regresaron a Ecuador en 1864 y trajeron a científicos germano-jesuitas específicamente para abrir una Universidad Politécnica en Quito, la capital de Ecuador. Desde el principio, la relación entre estos dos grupos fue tensa. Para los clérigos tradicionales, la ciencia era vista como una distracción, una diversión e incluso una blasfemia, mientras que los científicos jesuitas se debatían entre la ignorancia que les prometía el clero y las luces de la ciencia. En Ecuador, al igual que en muchas otras partes de América Latina, los profesores universitarios alemanes guiaron principalmente la exposición al darwinismo. Este predominio puede deberse al hecho de que Alemania fue uno de los primeros países europeos en aceptar el darwinismo, a diferencia de Francia y España, donde estas ideas encontraron una activa resistencia. Dentro de este agitado escenario, García Moreno creó una Universidad Politécnica en Quito, la capital del país, donde muchas ideas científicas, como el darwinismo, se discutieron por primera vez en Ecuador. Sería a partir del año 1871 cuando la Escuela Politécnica comenzó a impartir clases sobre darwinismo.

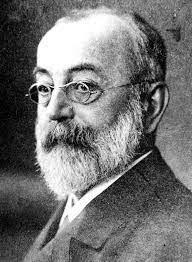
Theodor Wolf

A pesar de la apertura inicial de la Escuela Politécnica para divulgar estos temas polémicos, la tensión entre ciencia y religión no permaneció latente hasta el punto de provocar un enfrentamiento con las ideas de Wolf. El hecho clave ocurrió en 1874, durante una de las conferencias de Wolf sobre geología ante "un auditorio, aunque muy escaso, compuesto por notables caballeros de la capital". Wolf estaba exponiendo los fundamentos de la teoría darwiniana, nunca escuchada en Ecuador, hasta entonces, cuando notó en la puerta de la sala a dos sacerdotes que temían entrar. Eran los canónigos Dr. Leopoldo Freire y Nicolás Tobar, altos dignatarios de la Iglesia Metropolitana de Quito. Al parecer, este acto impropio, por decir lo menos, de los canónigos, exaltó la ira y el mal humor de Wolf hasta un grado indescriptible. El geólogo alemán, cortó el hilo de la conferencia y gritó con voz airada: "Señores si vienen como discípulos entren. Si quieren discutir conmigo sobre las doctrinas científicas que estoy discutiendo en estas conferencias, también estoy dispuesto a ello, ¡pero no aquí en mi aula!". Sin decir una palabra, los canónigos dieron media vuelta y se marcharon. Después de esta escaramuza, el arzobispo de Quito recibió noticias de las doctrinas anticatólicas de Wolf, y pocos meses después, Wolf abandonó para siempre la Compañía de Jesús. Más tarde, en 1873, Wolf escribió una carta a Roma pidiendo autorización para organizar una expedición científica a las islas Galápagos. En Roma, el Padre Anderledy, antiguo promotor de Wolf en Alemania, que se había convertido en Asistente del Padre General en Roma, en una carta fechada el 30 de mayo de 1873, dejó la decisión en manos de los jesuitas de Ecuador. La carta de Anderledy aclaraba que el permiso no debía concederse si el viaje se consideraba perjudicial para el espíritu religioso de Wolf. Los jesuitas de Ecuador denegaron finalmente el permiso para el viaje a las Islas Galápagos alegando argumentos sobre el desequilibrio negativo entre el fervor espiritual y científico de Wolf. Consecuencia de esto el jesuita abandonaría la orden religiosa y llevaría a cabo las investigaciones de manera independiente, respecto a lo cual publicaría tres artículos. El primero en 1879 en el Boletín del Observatorio Astronómico de Quito, el segundo publicado por el Gobierno del Ecuador en 1887, y su tercer artículo es el capítulo referente a las Galápagos en su "Geografía del Ecuador". De esta manera se llevaría a cabo la primera década desde la introducción del darwinismo a ese país, con una circunstancia complicada donde los jesuitas-científicos se enfrentaron a los dilemas de la época en relación con teorías científicas concretas y su divergencia con las disposiciones de la Biblia. Además de la teoría de la selección natural de Darwin también exisitó polémica alrededor de la teoría de la creación del sistema solar de Laplace y las largas escalas de tiempo geológico de Lyell.

## El darwinismo y la Revolución Liberal

### El fin de la época garciana
Desde la primera cátedra sobre la teoría de la evolución en 1871, el darwinismo tuvo un papel importante en la política ecuatoriana entre el fin del Garcianismo (1875) y la Revolución Liberal (1895) que terminó con la separación de la iglesia y el estado. En resumen, las ideas que se desprenden de la teoría de la evolución de darwin fueron usadas como argumento a favor de las tesis liberales con relación a la naturaleza del ser humano. De esta manera se buscó explicar a la justicia, la moral y las leyes como consensos de la sociedad y no principios divinos. También, la teoría de la evolución fue usada en contra de la Iglesia para buscar la libertad de expresión y de prensa, luchando contra lo que se consideraba "censura al progreso científico". Por otro lado, el darwinismo cuando era apoyado tuvo en general una interpretación positiva que se basaba en el continuo perfeccionamiento del hombre, dentro de idea del progreso. Esto se contraponía a la caída, y degeneración del hombre, que se desprendía del pecado original, y eran defendidas como bases de la doctrina católica. De manera concreta fue importante el debate en el periódico liberal "El Popular de Guayaquil" en 1876, así como en las discusiones alrededor del panfleto "La Carta a los obispos" que fue escrita por Manuel Cornejo. Alrededor de ella participaron los obispos, incluido el arzobispo Checa y Barba, así como por González Suárez. Miembros importantes del clero de ese momento. Por último fueron importantes también las disputas en la provincia de Manabí, cuna del liberalismo radical, entre Felicísimo López contra el obispo de Portoviejo Pedro Schumacher y su vicario general Luis Gómez de la Torre en 1889.

### Debates entre conservadores y liberales
Sería pues en enero de 1877, cuando el liberal Manuel Cornejo Cevallos escribiría un folleto titulado "Carta a los obispos" que sería publicada en la ciudad de Quito. Ahí Cornejo propuso la separación de la Iglesia y el Estado y fundamentando sus ideas en los liberales católicos franceses, especialmente en los discursos del Conde de Montalambert. Fue muy crítico en su publicación y denunció la incapacidad de la Iglesia de aceptar los avances de la ciencia. Afirmaba que la Iglesia no podía argumentar sus planteamientos desde la razón mientras que defendía las conclusiones de Locke, Aristóteles y Rousseau de que la moral, las leyes y la justicia debían nacer de la naturaleza del hombre, ya que este es un "ser sensible, capaz de formar raciocinios y de adquirir ideas morales." De esta manera, para el liberalismo las leyes no son divinas, sino humanas. En este contexto, Cornejo hace referencia al transformismo y la Biblia:

El Génesis no admite, por ejemplo, la sucesión de existencias; y la ciencia demuestra, con pruebas incontrovertibles, que especies que antes existían han desaparecido, y viceversa. Ni el Ilustrísimo Ordóñez podría hallar en este tiempo un mastodonte viviente sobre la tierra...

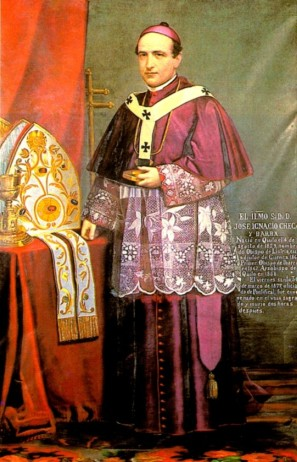
José Ignacio de Checa y Barba

En segundo lugar, el canónigo Juan de Dios Campuzano, publicaría unos escritos titulados "Carta a los obispos" en 1877 donde se referiría a Darwin como alguien que no es aceptado por la comunidad científica puesto que supuestamente "su teoría no tiene bases sino que es pura fantasía". También haría serias advertencias sobre los peligros de estas ideas ya que según el autor serían capaces de llevar al ateísmo, lo que degradaría al ser humano. Campuzano sostiene que los conceptos de la selección natural y la lucha por la existencia irían en contra del concepto de amor que defiende la idea y serían perjudiciales para con los débiles y los enfermos. Estas posturas serían defendidas también por González Suárez, quien además se iría en contra de la libertad de conciencia, de cultos y de imprenta que estaban siendo defendidos por Cornejo en su folleto. Dice González Suárez:

¡Encontró Ud. el Mastodonte!!... Ni encerrados en una casa de orates, habríamos podido los clérigos encontrar ese monstruo... La Teología no es ciencia!... Esto sí que es un famoso mastodonte literario, hallado en los derrumbaderos del periodismo ecuatoriano!... Albricias por el hallazgo!... Ni Voltaire, cavando como cavó tan hondo en los arenales de lo absurdo, tuvo la dicha de hacer semejante descubrimiento. Ese fósil que acaba de descubrir la Carta a los obispos, luciría muy bien en el museo de necedades de Renan, cuando haga una nueva edición de su «Vida de Jesús».

Durante esta época en medio de toda la tensión que se vivía entre liberales y conservadores, especialmente el clero, fue envenenado dramáticamente el arzobispo Checa y Barba mientras dictaba la ceremonia de Viernes Santo, en marzo de 1877. Como consecuencia de esto sería. acusado Manuel Cornejo y otros liberales. Pocos meses después de esa tragedia, otro hecho causaría revuelo en ese país: la erupción del volcán Cotopaxi. Con esto se darían los ingredientes necesarios para las variadas interpretaciones del hecho desde gente que lo veía como un castigo divino, hasta personas que buscaban apoyarse en las investigaciones geológicas de Wolf al respecto. Si bien es cierto que en los panfletos y folletos que se escribió, los autores no muestran un conocimiento profundo sobre la teoría de la evolución y más bien se muestran interpretaciones favorables o desfavorables dependiendo de cada posición, si puede ver que en la versión liberal, existe una teoría biológica que se busca aplicar a la sociedad y se apoyaba los conceptos de soberanía popular y de una Iglesia retrógrada, Por otro lado, en la parte conservadora de puede ver un rechazo fruto de una interpretación de la teoría biológica que promovía el materialismo y por consiguiente la disolución del orden social y del vínculo de la moral. Por último en la polémica que se llevaría a cabo en Manabí, Schumacher defendería la autoridad de la Iglesia para educar según el Evangelio, así como una defensa de la civilización cristiana. Por esta razón utilizaría a la teoría de la evolución para ridiculizar su aplicación al ser humano como una burla de la ciencia liberal experimental:

Pero mucho mejor que nuestros raciocinios, conoceréis el árbol de la ciencia liberal por los frutos que está dando ya. Vamos a presentaros una muestra. Preguntad a los representantes de esta ciencia materialista, qué nos pueden enseñar sobre el origen del hombre? He aquí la respuesta que nos dan: El hombre, nos dicen, fue primero un gusano en el fondo del mar (de dónde vino este gusano no aciertan a explicar), el gusano se trocó en pez, el pez se cambió en serpiente, a la serpiente nacieron pies, salió del agua y anduvo en tierra; este animal terrestre se fue transformando en mono, y el mono se perfeccionó tanto que llegó a ser hombre.

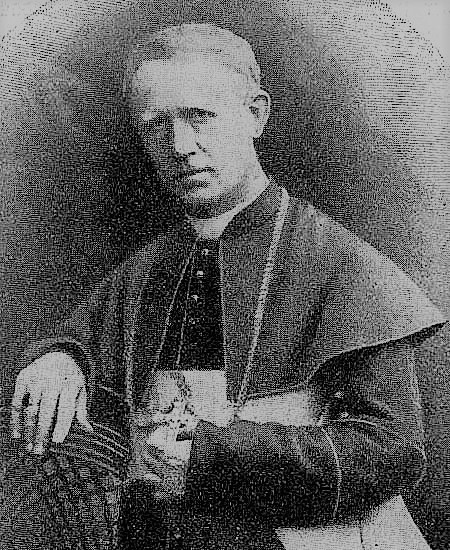
Pedro Schumacher

Felicísimo López responde a Schumacher, que recuerda también la discusión entre Huxley y Wilberfoce, donde la historia del pecado original muestra una degeneración del hombre, y mientras que la teoría de la evolución propone el progreso y perfeccionamiento:

Casi os ha hecho reír el pobre mono, que los sabios de todos los tiempos nos lo dan como progenitor. Quizás vuestro alto carácter jerárquico no se aviene con un origen tan humilde; y quizás también preferís venir de ángel caído y degenerado, que no del animal regenerado y perfectible.

Luego, el médico Felicísimo López defendería una versión teísta del evolucionismo rescatando a Aristóteles, Schaaffhausen y Huxley. Es más, consideraba que el hecho de que Aristóteles se anticipó a la idea del tránsito gradual de los seres vivos e inertes, era una prueba de la veracidad científica de la teoría de Darwin. Este es un claro ejemplo de la tergiversación que existía al momento de interpretar la teoría de la evolución que se mantenía en la adaptación de los animales al medio ambiente mientras que Huxley y López ven una escala donde el hombre es superior al mono. Por último, tanto el obispo como el vicario de Portoviejo, Luis Gómez de la Torre, empezaron con la censura los periódicos liberales internacionales que circulan en Manabí (de Nueva York principalmente). El vicario de Portoviejo publicaría el mismo año de la pastoral de Schumacher que condena El Progreso, un artículo titulado "La devoción al mono en la «religión universal» del pensamiento libre" en donde discutiría un artículo en el que se afirmaba "que la medida más exacta de la cultura de un pueblo es el consumo que hay de los libros de Darwin, Herbert Spencer, Haeckel, Huxley, Tindall, Bain, etc." Poco tiempo después, en 1895, se llevaría a cabo la Revolución Liberal donde se instauraría el Estado Laico a través de la separación de la iglesia y el estado, fomentando también con esto, la educación laica.

## El darwinismo y la conservación

### Las primeras iniciativas para la conservación
El historiador de la ciencia, Nicolás Cuvi rescata la figura de Acosta Solís como un activo y temprano promotor de la protección del archipiélago desde el punto de vista conservacionista y científico. Fue el único científico ecuatoriano en el crucero inaugural de la Estación Científica Charles Darwin y en el simposio realizado en el buque Oso Dorado que promovió la causa dentro y fuera de ese país. En esos primeros años de su carrera, promovió la conservación de la naturaleza con el objetivo del uso económico y racional de los recursos. En 1936, preparó un trabajo sobre darwinismo que fue publicado en los Anales de la Universidad Central. En 1937, formó parte de una Comisión Científica Nacional para Galápagos preparada por la universidad y apoyada por el gobierno ecuatoriano. Acosta Solís publicó en la prensa local y en un artículo académico que apareció en la revista Anales, donde insistió en la necesidad de proteger las islas y crear una estación de investigación científica. Desde entonces empezaron los esfuerzos por la conservación del archipiélago que en su mayoría han sido ejemplos de proyectos de planificación centralizada.

### Sistemas emergentes y las nuevas propuestas

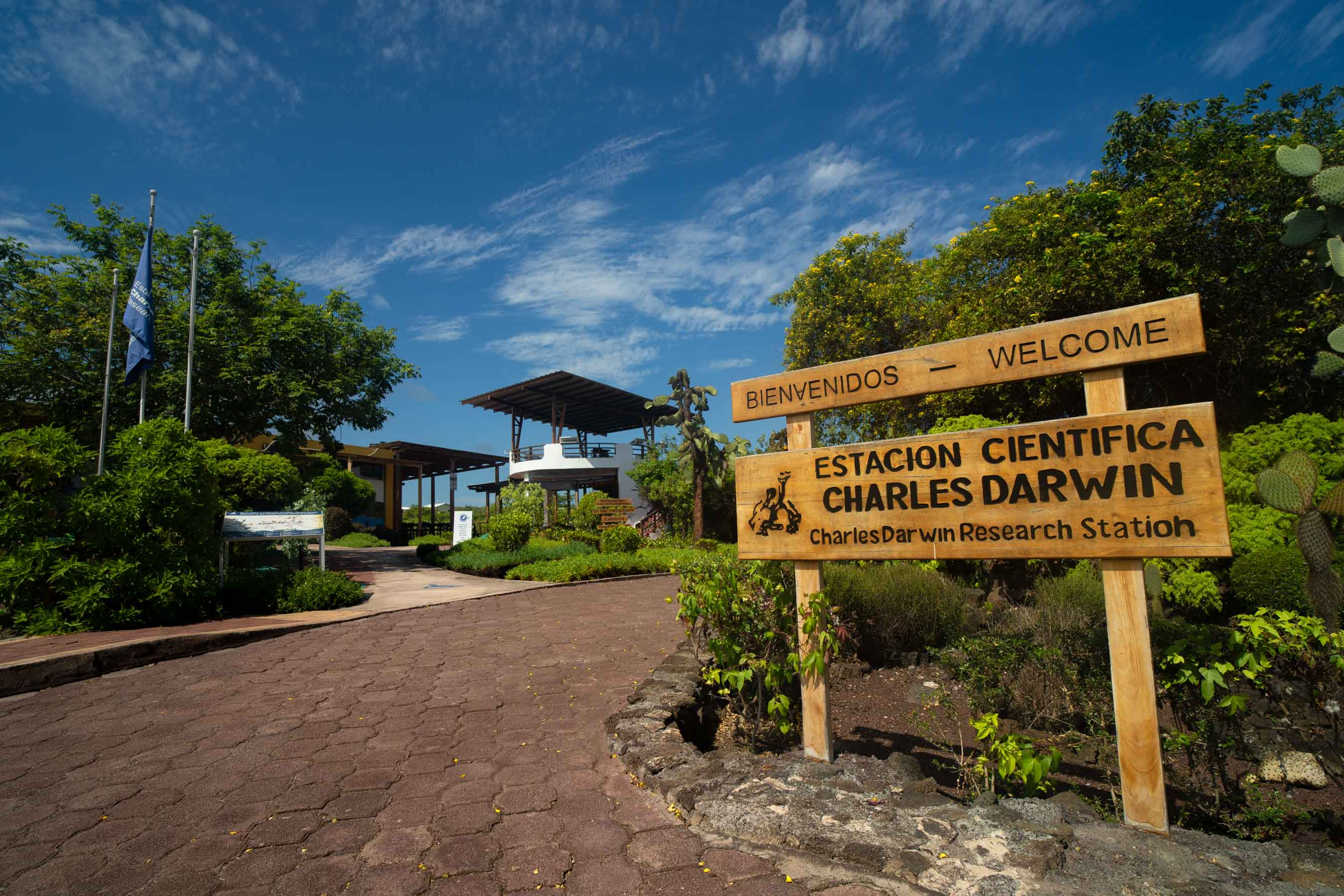
Estación Científica Charles Darwin

Tiempo después se crearían las instituciones como el Parque Nacional (PN) y la Reserva Marina de Galápagos (RMG). Sus esfuerzos aunque bien intencionados, inicialmente iban en contra de la idea darwiniana de que existen sistemas emergentes que logran ordenarse desde abajo. La aplicación de estos conceptos biológicos a estos esfuerzos tiene una larga historia y se debe a la estrecha relación entre Darwin y los fenómenos sociales que ha existido desde el origen de la teoría cuando incluyó conceptos como "lucha por existencia" y la "supervivencia del más fuerte", que fueron aportaciones del economista, Thomas Malthus, y del sociólogo, Herbert Spencer, respectivamente. Darwin creó una visión de la naturaleza en la que el flujo y el orden emergente se basaban en procesos físicos complejos. Basándose en sus observaciones durante su viaje alrededor del mundo y en particular en las Galápagos, Darwin concluyó años después de su famoso viaje en el Beagle que las especies, las fisiologías y las anatomías son órdenes que resultan de la lucha de organismos individuales por la supervivencia. El cambio de paradigma darwiniano se inspiró, en gran medida, en las características geográficas y biológicas de las islas Galápagos y en los procesos evolutivos que en ellas se producen. Es decir, la organización de las especies y el árbol de la vida no es un proceso descendiente, sino un proceso físico emergente como la selección natural, la diversidad y la lucha por la supervivencia. Darwin obtuvo esta idea del geólogo escocés James Hutton, miembro de la Ilustración escocesa, y a través de la influencia de David Hume sobre su abuelo Erasmus Darwin.
En concreto, uno de los ejemplos más dramáticos de esta tensión permanente entre el deseo de mantener un laboratorio natural en el PN y RMG, y las propiedades emergentes de los sistemas naturales y sociales es la lucha contra las especies invasoras. Muchas especies invasoras se han extendido a pesar de los esfuerzos por controlarlas. A pesar de que se han invertido millones de dólares en combatir las especies invasoras y restaurar los ecosistemas a su estado prehumano, el flujo de personas y mercancías a las islas sigue trayendo cientos de plantas, insectos y animales nuevos. Otro ejemplo son las cooperativas pesqueras que lucharon por años contra lo que percibían como una erosión de los derechos de los pescadores debido a un aumento de las normativas y medidas de conservación que consideraban generadas por sectores poderosos como las ONG conservacionistas y las empresas turísticas que se beneficiaban de lo que estos intereses corporativos reivindicaban como sus políticas de conservación de las islas. Las estrategias de gestión de arriba abajo tienden a ignorar los aspectos emergentes de los sistemas sociales, tanto que terminan siendo ejemplos del fracaso en la gestión de los sistemas emergentes por la imposición de un paradigma de mando y control basado paradójicamente en el objetivo de preservar un sistema darwiniano mediante. Los dos principales factores incluyen el aumento poblacional y también el número de turistas. En el primer caso si bien se han puesto restricciones al número de personas que pueden vivir en las islas, el número de turistas también se debe administrar a partir de cuotas, limitando principalmente desde la oferta. En la actualidad se han realizado varias iniciativas que buscan aplicar medidas emergentes que busquen la participación de las partes interesadas (stakeholders) para la gestión y administración de las especies invasoras. Otra dimensión importante es la administración del ecoturismo en el archipiélago que es un fenómeno emergente que es de difícil control de manera centralizada y vertical.